# Colias chippewa
Colias chippewa är en fjärilsart som beskrevs av Edwards 1872. Colias chippewa ingår i släktet Colias och familjen vitfjärilar. Inga underarter finns listade i Catalogue of Life.